# Флоридська державна в'язниця
Флоридська державна в'язниця (англ. Florida State Prison, FSP), також відома як в'язниця Рейфорд — виправна установа, розташована у повіті Бредфорд, штат Флорида. Раніше вона була відома як «Флоридська державна в'язниця — Східний підрозділ», оскільки спочатку вона була частиною Флоридської державної в'язниці в місті Рейфорд, штат Флорида (тепер відома як Юніон виправна установа). Заклад входить до Флоридського департаменту виправлень, розташований на Державній дорозі 16 прямо через кордон від повіту Юніон. В'язниця відкрилася в 1961 році, хоча будівництво не було завершено до 1968 року. З максимальною чисельністю понад 1400 ув'язнених ФДВ є однією з найбільших в'язниць в державі. FSP має один з трьох камерних блоків рядів смерті, і державний зал виконання смерті.

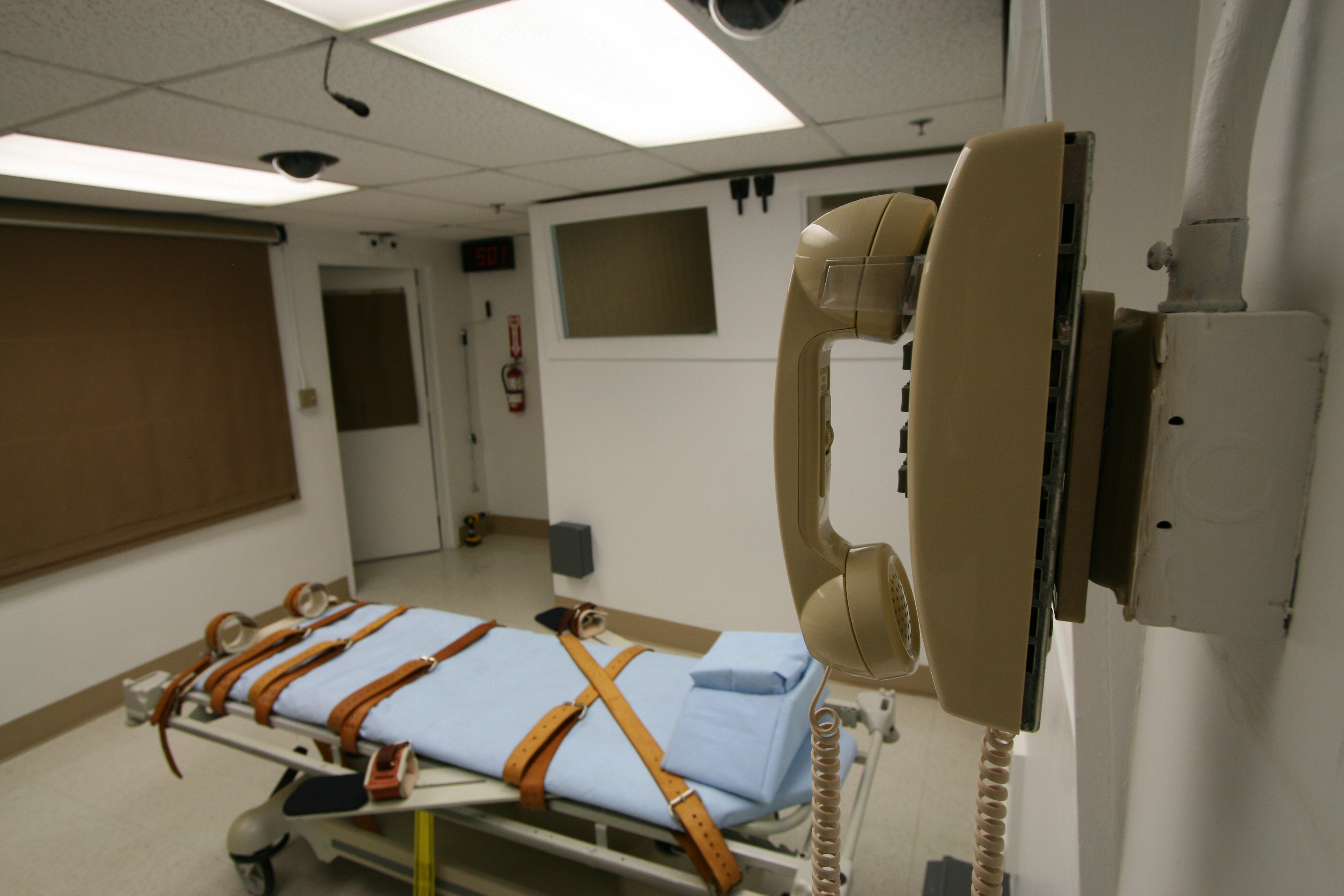
Смертельна ін'єкційна камера у в'язниці штату Флорида

Смертельна ін'єкція стала стандартним методом виконання смертних вироків з 2000 року. Електричний стілець все ще може бути використаний на вимогу ув'язненого.
FSP розташована у центрі кількох інших тюрем.
FSP — єдина в'язниця Флориди, що офіційно називається «в'язниця», а інші установи мають назву «Виправні установи» (або «Виправний об'єкт», якщо це приватна в'язниця).

## Помітні ув'язнені
- Даніель Луго - засуджений за вбивство пари. Його історія є основою для блокбастера Pain & Gain 2013 року.

- Тед Банді - страчений 24 січня 1989 року після визнання більш ніж 30 вбивств, що відносяться до 1970-х[2]
- Джуді Буеноано страчена в 1998 році.

## У культурі
- Lynyrd Skynyrd пісня «Чотири стіни Рейфорд» розповідає про нещасний, що вислизає з Флоридської державної в'язниці; Засуджений — ветеран, який повернувся з війни у В'єтнамі, і заявляє, що його засудили за збройний пограбування, і просить його поховати з повагою, якщо його спіймають.
- У коміксах Спаун: Випуск нежить № 9, історія відбувається у Флоридській державній в'язниці, де ув'язнений засуджений зустрічає Спауна.[3]